# 毛集社会发展综合实验区
毛集社会发展综合实验区，简称毛集实验区，是中国安徽省淮南市下辖的一个县级管理区，位于淮南市西南。是从淮南市凤台县部分地区分设的管理区。毛集实验区下辖毛集镇、夏集镇、焦岗湖镇和焦岗湖水产旅游开发公司，总面积201平方公里，人口13.1万。